# 飯窪敏彦
飯窪 敏彦（いいくぼ としひこ、1942年 - ）は、日本の写真家、ジャズコルネット奏者。
北海道生まれ。1965年、早稲田大学文学部（美術専修）を卒業、文藝春秋新社に入社、写真部員となる。B級グルメ提唱者の里見真三と共に取材を行い、ラーメンや丼物の真俯瞰写真で著名。
1984年、湯島・幸画廊にて写真展「ＮＩＣＥ ＤＡＹ」。1991年、青森市の県立郷土館にて写真展「棟方志功」を開催。
2002年、文藝春秋を退社し、フリーとして活動 。

## 著書
- 『ベスト オブ ラーメン』 麺's CLUB（里見真三共著）文藝春秋 1986年03月
- 『ベスト オブ 丼』 どんぶり探偵団（里見真三共著）文藝春秋 1987年03月
- 『ベストオブラーメン IN POCKET』 麺's CLUB（里見真三共著）文藝春秋ビジュアル版 1989年10月
- 『ベストオブ丼 IN POCKET』 どんぶり探偵団（里見真三共著）文藝春秋ビジュアル版　1990年03月
- 猫暮らし ジョルジョ・チェッリ著, 泉典子翻訳, 飯窪敏彦写真　文藝春秋 1997
- いい街すし紀行　里見真三 著,飯窪敏彦 写真 文藝春秋 2002
- 棟方志功 : 写真集 飯窪敏彦 著 文藝春秋 2003
- 吾々は猫である 飯窪敏彦 著 日本経済新聞出版社 2008 (日経プレミアシリーズ ; 3)
- いい街すし紀行 里見真三 著,飯窪敏彦 写真 文藝春秋 2009 (文春文庫 ; [さ35-2])
- 日本全国 ソウルフードを食べにいく 飯窪敏彦 写真・文 文藝春秋 2015 (文春文庫 ; い96-1)